# セルフメディケーションジャパン
株式会社セルフメディケーションジャパンは、かつて存在した日本の健康食品メーカー。旧社名は日本サプリメント株式会社。

## 沿革
- 1999年（平成11年）12月 - 日本合成化学工業機能食品事業を独立し、日本サプリメント設立。
- 2006年（平成18年）2月 - キューサイの子会社となる。
- 2018年（平成30年）
  - 6月 - 株式会社トゥ・プリティホールディングスがキューサイから全株式を取得。トゥ・プリティホールディングスの子会社となる[2]。
  - 7月 - 社名をセルフメディケーションジャパンへ変更。
- 2019年（令和元年）5月30日 - グループ会社の株式会社日本薬業に吸収合併され解散した[3]。

## 主力商品
- ペプチドエースつぶタイプ[4]
- 豆鼓エキスつぶタイプ
- TGバランス

## 不祥事
2016年（平成28年）9月23日、高血圧などを対象にした特定保健用食品（通称：トクホ）として認定されていた自社商品の「豆鼓エキスつぶタイプ」「ペプチドエースつぶタイプ」「プチド茶」「ペプチドストレート」「ペプチドスープEX」「食前茶」の6品目について、関与成分の含有量が必要な量を満たしていない等の理由により、健康増進法第28条第1号及び第3号に基づき、消費者庁より特定保健用食品の表示許可を取り消された。特定保健用食品の表示許可が取り消されるのはこの事例が初めてのケースであった。
その後、遅くとも2011年8月以降「ペプチドエースつぶタイプ」など8商品の有効成分に関する検査を行わずに特定保健用食品として高血圧などに有効と宣伝したとして、2017年（平成29年）2月14日に景品表示法違反（優良誤認）で再発防止などを求める措置命令を受けた。